# Mazurkas, opus 17 de Chopin
Les Mazurkas opus 17 sont quatre mazurkas composées par Frédéric Chopin entre 1832 et 1833, dédiées à Lina Freppa, professeur de chant et amie de Chopin, publiées pour la première fois à Paris en janvier 1834 chez Pleyel.

## Histoire

### Contexte
Les Mazurkas op. 17 constituent la première série de mazurkas écrites par Chopin depuis son arrivée à Paris (après l'opus 7 terminé à Vienne). Chopin arrive à Paris à l'automne 1831. Ses premiers concerts en 1832 lui valent d'abord la reconnaissance des Polonais de Paris, puis celle de la critique parisienne. Pour autant, Chopin n'est pas encore reconnu, lorsqu'il compose ces mazurkas, comme un compositeur de premier plan.
Ces mazurkas sont contemporaines des Polonaises opus 26, et traduisent les sentiments de Chopin après l'écrasement par les Russes de l'insurrection polonaise de 1830. Empreintes de tristesse (à l'exception de la première des quatre), elles atteignent, avec la 4e d'entre elles l'expression d'un désespoir inégalé jusque-là dans l'œuvre de Chopin.

### Publication et accueil
Les Mazurkas op. 17 furent publiées pour la première fois à Paris en janvier 1834 chez Pleyel, puis chez Breitkopf et Härtel à Leipzig en juin 1834 et chez Wessel & Co à Londres en août 1834. Dès mars 1834, les droits de l'édition parisienne sont confiés à Schlesinger, son principal éditeur parisien à cette époque.
Le 29 juin 1834, François Stoepel écrit, à propos de ces mazurkas, dans la Gazette musicale :

« M. Chopin s'est acquis une réputation toute spéciale par la manière spirituelle et profondément artistique avec laquelle il sait traiter la musique nationale de la Pologne, genre de musique qui ne nous était encore que fort peu connu. [...] La véritable Mazourka polonaise, telle que M. Chopin nous la reproduit, porte un caractère si particulier et s'adapte en même temps avec tant d'avantage à l'expression d'une sombre mélancolie comme à celle d'une joie excentrique ; elle convient si bien aux chants d'amour comme aux chants de guerre, qu'elle nous semble préférable à bien d'autres formes musicales, d'autant qu'elle présente d'immenses ressources. [...] Si parfois on a exprimé le désir que M. Chopin voulût bien se résoudre à écrire de la musique un peu moins difficile, nous pouvons affirmer que l'œuvre dont nous nous occupons aujourd'hui, répond, jusqu'à un certain point aussi, à ce vœu. Il faudra cependant, pour arriver à une bonne exécution de ces Mazourkas, avoir compris d'une manière intime le caractère du génie de l'auteur, car ici encore il nous apparaît poétique, tendre, fantastique, toujours gracieux et toujours aimable, même dans les moments où il s'abandonne à l'inspiration la plus passionnée. »

## Analyse

### Mazurkaop.17no1, en si bémol majeur,Vivo e risoluto

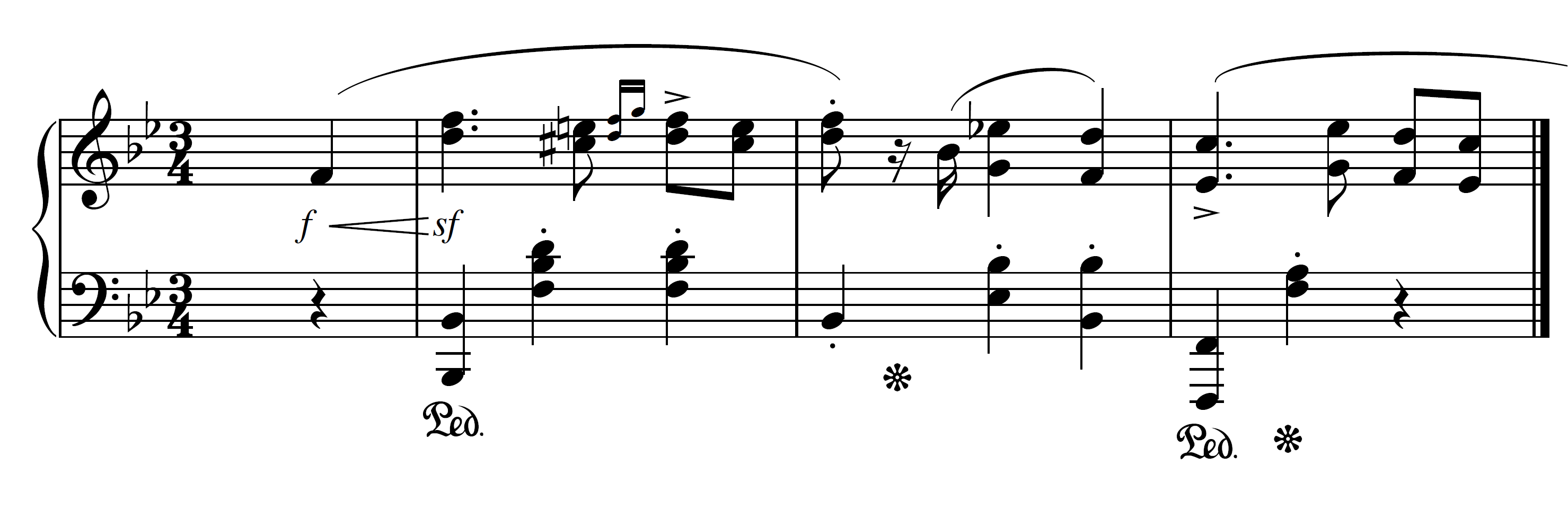
Premières mesures de la Mazurka en si bémol majeur, op. 17 n° 1

La première des quatre mazurkas de l'opus 17, dans la tonalité de si bémol majeur, apparaît joyeuse et vive. Son exécution dure en moyenne 2 minutes (de 1 min 47 s pour l'interprétation de Samson François de 1956 à 2 min 32 s pour celle de Jean-Marc Luisada, parmi les principales références discographiques).
Elle est composée de trois parties, la troisième étant la reprise intégrale de la première. Ces deux parties reposent sur un thème principal vif et coloré, constitué d'une mélodie ancrée dans le folklore populaire et facilement mémorisable. Cette mazurka est remarquable, notamment en raison de la beauté de son écriture mélodique et des raffinements harmoniques qu'elle contient.
La première partie est constituée de ce thème principal, qui repose sur une série de tierces, elles-mêmes suivies de sixtes parallèles (exposé dans les huit premières mesures), puis d'une section en forme de questions et de réponses (mesures 9 à 16), et enfin de la reprise du thème dans deux tonalités différentes (mesures 16 à 24). Ces deux dernières sections (mesures 9 à 24) sont ensuite répétées une fois.
Vient ensuite la partie intermédiaire (mesures 41 à 60), écrite en mi bémol majeur, plus introspective, qui se révèle nonchalante et réservée. Cette partie fait apparaître des harmonies inattendues, reposant sur la collision entre une pulsation binaire à la main gauche, indépendante de la pulsation de la mélodie à la main droite. La dissonance qui en résulte donne un effet sonore particulier, similaire à celui du folklore auquel cette mazurka fait référence.